# UFC 210
UFC 210：科米尔对约翰逊二番战（UFC 210: Cormier vs. Johnson 2）是终极格斗冠军赛（UFC）主办的一场综合格斗赛事，于2017年4月8日在美国纽约州水牛城的KeyBank中心举行。这也是22年后UFC比赛首次回到水牛城举办。

## 结果
1. ↑  UFC轻重量级冠军战